# Nieuw Amsterdam (1938)
El SS Nieuw Amsterdam fue un transatlántico neerlandés construido en 1937 en Róterdam para la compañía naviera Holland America Line. Fue el segundo de cuatro buques de la compañía en llevar dicho nombre, y es generalmente considerado como el mejor barco de la Holland America Line.

## Interiores
El Nieuw Amsterdam era el "barco de estado" de los Países Bajos, de la misma forma que el SS Normandie lo era para Francia, el RMS Queen Mary para Reino Unido y el SS United States para Estados Unidos, y numerosos artistas neerlandeses se disputaron el honor de diseñar la decoración de alguna parte del barco. 
Su creación emergió a la luz pública en la primavera de 1938, un barco de tonos claros y muy espacioso, y aunque disponía de espaciosas salas públicas, el diseño y los colores utilizados lo hacían parecer aún más grande. Moderno en todos los detalles, sus dueños lo bautizaron "el barco del mañana". Seguía la tendencia de art déco en boga en aquella época, tanto en sus decoraciones interiores como en su diseño exterior. Los interiores incorporaban iluminación mediante fluorescentes, elementos de aluminio, y motivos pasteles a lo largo del barco, que le daban una elegancia que convertiría al buque neerlandés en uno de los favoritos entre los pasajeros transatlánticos habituales.